# Hanz Duval
Hans Horemans (Herentals, 17 oktober 1961), bekend onder de artiestennaam Hanz Duval, is een Belgische zanger. Hij is voornamelijk actief in het crooner-genre.
Horemans werkte als adjudant bij het Belgische leger. Hij was lid van close-harmonykoor "Nocti-Vagant" uit Tielen en zong vijf jaar als backing-vocale bij Helmut Lotti, met wie hij door de Verenigde Staten en Europa toerde. Na zijn pensionering wijdde hij zich volledig aan het zingen.
In 2015 bracht Horemans zijn eerste album uit, genaamd Croonertime. In 2017 volgde het album Oldies and More.